# Saint-François (Guadalupe)
Saint-François, llamada en criollo Senfwanswà, es una comuna francesa situada en el departamento de Guadalupe, de la región de Guadalupe. 
El gentilicio francés de sus habitantes es Saint-Franciscain y Saint-Franciscaine.

## Situación
La comuna está situada en el sureste de la isla guadalupana de Grande-Terre.

## Barrios y aldeas
Bragelogne, Cayenne, Celcourt, Desbonnes, Dubédou, Desvarieux, Frontin, Kohuanne, Labarthe, La Coulée, Le Maud-Huy, Pombiray, Pradel, Richeplaine, Saint-Charles, Sainte-Marthe, Sèze, Zamy.

## Demografía
| Gráfica de evolución demográfica de Saint-François (Guadalupe) entre 1961 y 2013 |
|                                                                                  |

Fuente: Insee

## Comunas limítrofes
| Noroeste: Le Moule  | Norte: Le Moule | Noreste: Mar Caribe |
| Oeste: Sainte-Anne  |                 | Este: Mar Caribe    |
| Suroeste Mar Caribe | Sur: Mar Caribe | Sureste: Mar Caribe |

## Ciudades hermanadas
- Glasgow,  Reino Unido
- Tenerife,  España